# Eva Møller
Eva Bente Møller, född 8 december 1940, är en dansk lektor och politiker (Det Konservative Folkeparti). Hon var folketingsledamot 1979–1998 och 2000–2001.
Eva Møller är dotter till politikerna Adam Møller och Gerda Møller, samt syster till Helge Adam Møller. Hon blev cand. mag. från Köpenhamns universitet 1967 med fysik som huvudämne och matematik, kemi och astronomi som biämnen. Under sina studier var hon ordförande av Det Matematisk-Videnskabelige Studenterråd (1961–1966). Hon anställdes 1967 som adjunkt på Marie Kruses Skole, där hon sedan blev lektor 1981. Hon var förtroendevald i Gymnasieskolernes Lærerforening (1971–1977) och ordförande av skolans lärarråd (1972–1974). Hon var engagerad i scouterna och satt i ledningen för Det danske Spejderkorps (1972–1974 och 1985–1993) samt som styrelseledamot (1975–1983). Hon är sedan 1983 ledamot i Folkeligt Oplysningsforbund och har varit ordförande av Dansk Folkeoplysnings Samråd (1991–2005). Hon är sedan 1988 styrelseledamot på Krogerup Højskole.
Møller började sin politiska karriär som ledamot i Kastel Sogns kyrkoråd (1970–1993) och som ledamot i Farums kommunfullmäktige (1974–1980). Hon är sedan 1974 ledamot i Det Konservative Folkepartis representantskap och har varit ledamot i partistyrelsen (1987–1989 samt från 1998). Hon har haft flera internationella uppdrag: Hon har varit rådgivare, utsedd av Danske Kvinders Nationalråd, för den danska FN-delegationen 1976 och var själv ledamot i denna 1992. Sedan 1987 ingår hon i den danska delegationen i Interparlamentariska unionen och är sedan 1991 ledamot i miljöutskottet. Sedan 1997 ingår hon även Europeiska kvinnounionens danska delegation. Hon är sedan 1990 den danska regeringens representant i The Centre for European Education. Møllers karriär som rikspolitiker började 1979, då hon blev invald i Folketinget för Hillerøds valkrets. Detta mandat kom hon att behålla till valet 1998. Hon återinträdde 2000, då partikamraten Hans Engell valde att lämna Folketinget. Hon blev då samtidigt ledamot i Nordiska rådet (2000–2001). Som folketngsledamot har hon varit ordförande av utbildningsutskottet (1982–1990) och ledamot i utrikesnämnden (1985–1987) samt varit partiets taleskvinna i energi-, utrikes- och kyrkopolitiska frågor. Efter att hon lämnade Folketinget 2001 har hon varit ledamot i Den Centrale Videnskabsetiske Komité (2002).
Møller har även haft flera uppdrag inom danskt kulturliv: Hon har varit representant för Statens Kunstfond (1983–1993), ordförande av Det Kongelige Teaters tillsynsråd (1987–1990) och styrelseledamot i Det Danske Teater sedan 1988. Bland hennes övriga styrelseuppdrag kan hennes ordförandeskap för Børne- og Ungdomsorganisationernes Samråd (1984–1986) och ledamotskap i Pen Sam Bank (från 1990) nämnas.